# بيل توماس (سياسي أمريكي، مواليد 1935)
بيل توماس (بالإنجليزية: Bill Thomas)‏ هو سياسي أمريكي، ولد في 9 نوفمبر 1935 في ميسولا في الولايات المتحدة. نشط حزبياً في الحزب الديمقراطي. وقد انتخب عضو مجلس نواب مونتانا.